# 茲沃塔河
50°19′43″N 22°26′16″E / 50.328574°N 22.437685°E
茲沃塔河（波蘭語：Złota）是波蘭的河流，位於該國東南部，流經盧布林省和喀爾巴阡山省，屬於桑河的右支流，河道全長33公里，流域面積150平方公里。